# Estação Freddy Beras Goico
A Estação Freddy Beras Goico é uma das estações do Metrô de Santo Domingo, situada em Santo Domingo, entre a Estação Pedro Mir e a Estação Juan Ulises García. Administrada pela Oficina para el Reordenamiento del Transporte (OPRET), faz parte da Linha 2.
Foi inaugurada em 1º de abril de 2013. Localiza-se no cruzamento da Rodovia John F. Kennedy com a Avenida Lope De Vega.